# Toledo Hornets
Die Toledo Hornets waren ein US-amerikanisches Eishockeyfranchise der International Hockey League in Toledo, Ohio. Die Spielstätte der Hornets war die Toledo Sports Arena. 

## Geschichte
Der Vorgängerverein, die Toledo Blades, wurden 1970 in Toledo Hornets umbenannt. An die Erfolge der Blades, die in den Jahren 1964 und 1967 den Turner Cup gewannen, konnten die Hornets nicht anknüpfen. Nach der Saison 1973/74 wurde das Team erneut nach Lansing verlegt und trug fortan den Namen Lansing Lancers. Zugleich erhielt Toledo ein neues Franchise unter dem Namen Toledo Goaldiggers.

## Saisonstatistik
Abkürzungen: GP = Spiele, W = Siege, L = Niederlagen, T = Unentschieden, OTL = Niederlagen nach Overtime SOL = Niederlagen nach Shootout, Pts = Punkte, GF = Erzielte Tore, GA = Gegentore, PIM = Strafminuten
| Saison  | GP | W  | L  | T  | OTL | SOL | Pts | Platz     | Playoffs           |
| 1970–71 | 72 | 17 | 44 | 11 | —   | —   | 45  | 7., IHL   |                    |
| 1971–72 | 72 | 26 | 46 | 0  | —   | —   | 52  | 4., North | nicht qualifiziert |
| 1972–73 | 74 | 36 | 33 | 5  | —   | —   | 77  | 3., North |                    |
| 1973–74 | 76 | 33 | 42 | 1  | —   | —   | 67  | 3., North |                    |